# منذر بن نعمان سوم
منذر بن نعمان سوم (عربی: المنذر بن النعمان)، که به نام منذر بن امرو قیس (المنذر بن إمرئ القیس) نیز شناخته می‌شود، (مرگ در ۵۵۴) پادشاه لخمیان در سال ۵۰۳/۵۰۵–۵۵۴ بود.